# Sroka gołooka
Sroka gołooka (Pica mauritanica) – gatunek ptaka z rodziny krukowatych (Corvidae). Zamieszkuje Afrykę Północną, osiadły. Nie jest zagrożony wyginięciem.

## Systematyka
Gatunek ten opisał w 1845 roku Alfred Malherbe, nadając mu nazwę Pica mauritanica. Jako miejsce typowe wskazał Oran i Bone (obecnie Annaba) w Algierii.
Jest to gatunek monotypowy. Był on traktowany jako podgatunek sroki zwyczajnej (Pica pica), ale w 2. dekadzie XXI wieku w oparciu o różnice w morfologii i wokalizacji oraz badania filogenetyczne podniesiono go do rangi osobnego gatunku.

## Występowanie
Sroka gołooka zamieszkuje obszar od Maroka przez północną Algierię do Tunezji. Występuje na wysokościach do 2300 m n.p.m. Jest gatunkiem osiadłym.

## Morfologia
Zasadniczo identyczna do sroki zwyczajnej, z wyjątkiem drobnych detali, główna różnica to niebieska, naga skóra za okiem, przypominająca łzę. Poza tym ma węższy biały brzuch, krótsze skrzydła i dłuższy ogon.
Długość ciała wynosi około 48 cm. Jedna zbadana samica ważyła 180 g.

## Ekologia i zachowanie
Głos
Głos bardziej jękliwy i skrzekliwy od sroki zwyczajnej.
Biotop
Środowiska antropogeniczne, lasy, łąki, obszary skaliste, zarośla.
Lęgi

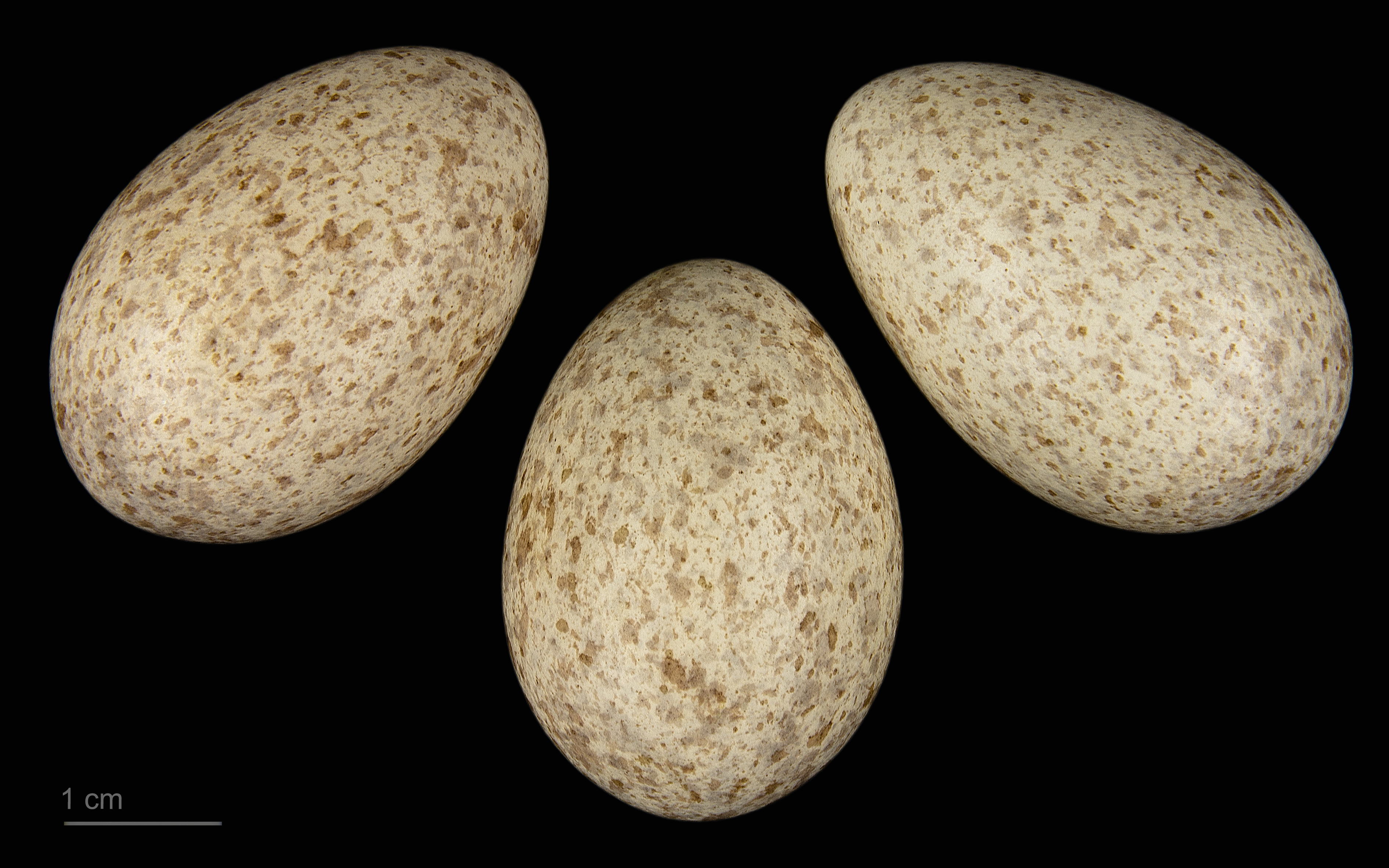
Jaja z kolekcji muzealnej

Sezon lęgowy nie jest dobrze udokumentowany, budowa gniazda zaczyna się już od grudnia–stycznia. Gniazdo to kopulasta struktura z ciernistych patyków i gałązek z wejściem z boku, wyścielona miękkimi włóknami i zwierzęcym włosiem. Jest ono umieszczone wysoko na drzewie lub wysokim krzewie, a jego budową zajmują się oba ptaki z pary. W zniesieniu zwykle 4–6 jaj. W Tunezji składanie jaj przypada na okres od połowy marca do połowy kwietnia.
W badaniu przeprowadzonym w Tunezji w latach 2017–2018, najczęstszym powodem utraty lęgu były dzierzby, węże (kobra egipska) i szczury, w mniejszym stopniu pasożytnictwo lęgowe kukułki czubatej oraz śmierć rodziców wskutek ataku kaniuka.
Pożywienie
Jest to gatunek wszystkożerny. W skład jego diety wchodzą głównie bezkręgowce (np. chrząszcze), jaszczurki, żaby, małe ssaki, jaja i pisklęta innych ptaków, a także padlina. Żywi się również owocami i nasionami, chętnie zjada też wyrzucone resztki jedzenia.

## Status
IUCN uznaje srokę gołooką za gatunek najmniejszej troski (LC – Least Concern). Globalny trend liczebności populacji oceniany jest jako stabilny, choć w Tunezji liczebność spada i pozostała tam już tylko jedna reliktowa populacja.